# Everlasting Love (Vanessa L. Williams)
Everlasting Love è il settimo album in studio della cantante e attrice statunitense Vanessa Williams, pubblicato nel 2005. Si tratta di un disco di cover.

## Tracce
1. Tuning – 0:18
2. Never Can Say Goodbye (featuring George Benson) (Clifton Davis) – 5:03
3. Midnight Blue (Melissa Manchester, Carole Bayer Sager) – 3:47
4. Show and Tell (Jerry Fuller) – 4:11
5. Let's Love (Willie Beck), James Williams, Marshall Jones, Marvin Pierce, Ralph Middlebrooks, Clarence Satchell, Leroy Bonner) – 4:56
6. First Time Ever I Saw Your Face (Ewan MacColl) – 5:42
7. Everlasting Love (David Wolinski, Dennis Belfield, Kevin Murphy) – 4:28
8. With You I'm Born Again (feat. George Benson) (David Shire, Carol Connors) – 3:53
9. Send One Your Love (Stevie Wonder) – 3:41
10. You Are Everything (Thom Bell, Linda Creed) – 3:45
11. One Less Bell to Answer (Burt Bacharach, Hal David) – 4:06
12. I'll Be Good to You (feat. James "D-Train" Williams) (George Johnson, Louis Johnson, Sonora Sam) – 4:29
13. Harvest for the World (Ronald Isley, Rudolph Isley, Marvin Isley, O'Kelly Isley Jr., Ernest Isley, Christopher Jasper) – 5:21
14. Today and Everyday (Wedding Song) (Rob Mathes) – 4:49